# Almachiusz (męczennik rzymski)
Almachiusz, męczennik rzymski, również Telemachiusz z łac.  télos maches, 'koniec walki' (zm. ok. 391 lub 404) – męczennik i święty Kościoła katolickiego.
Znany z martyrologium (łac. Martyrologium Hieronymianum) miał przybyć ze Wschodu, aby położyć kres walkom gladiatorów.  Został przez nich zabity na zlecenie Alipio, prefekta miasta. Cesarz Honoriusz (zm. 423), poinformowany o tym, uznał Telemacha za męczennika i zabronił okrutnych pokazów. Ostatnie oficjalne walki w Rzymie odbyły się w 404, jednakże organizowano je do 440 roku.
Wspomnienie liturgiczne św. Almachiusza obchodzone jest 1 stycznia.